# Llista de models de motocicleta de carretera Bultaco
Aquesta és una llista amb els models de motocicleta de carretera produïts per Bultaco al llarg de la seva existència, ordenada pel seu codi identificador de model (que coincideix gairebé sempre amb el seu ordre cronològic d'aparició). La llista aplega tots els models dissenyats per a disciplines esportives (o per al seu ús) de carretera produïts mai per Bultaco, tant si foren simples prototips (cas en el qual s'indica expressament) com si es passaren després a la sèrie.

## Llista de models
| Id. Model | Nom               | Versió                                  | Anys               | Núm. Sèrie                | Modalitat            |
| --------- | ----------------- | --------------------------------------- | ------------------ | ------------------------- | -------------------- |
| 1         | Tralla 101        |                                         | 1959 - 1963        | 000.001 a 003.954         | Turisme              |
| 1-1       | Tralla 102        |                                         | 1963 - 1971        | 003.954 a 006.161         | Turisme              |
| 2         | 155               |                                         | 1960 - 1962        | 200.001 a 204.058         | Turisme              |
| 2-1       | 200               |                                         | 1962 - 1964        | 204.059 a 214.300         | Turisme              |
|           | Cazarécords 175   | Prototipus no de sèrie                  | 1960               | -                         | Velocitat (rècords)  |
| 6         | TSS 125           | Aire 4v                                 | 1961 - 1963        | 600.001 a 600.347         | GP                   |
| 6-B       | TSS 175           | Aire 4v                                 | 1961 - 1963        | 600.001 a 600.347         | GP                   |
| 6-C       | TSS 200           | Aire 4v                                 | 1961 - 1963        | 600.001 a 600.347         | GP                   |
| 6-1       | TSS 125           | Aire 5v                                 | 1961 - 1963        | 600.001 a 600.347         | GP                   |
| 6-1B      | TSS 175           | Aire 5v                                 | 1961 - 1963        | 600.001 a 600.347         | GP                   |
| 6-1C      | TSS 200           | Aire 5v                                 | 1961 - 1963        | 600.001 a 600.347         | GP                   |
| 6-2       | TSS 125           | Aire 6v                                 | 1961 - 1963        | 600.001 a 600.347         | GP                   |
| 6-2B      | TSS 175           | Aire 6v                                 | 1961 - 1963        | 600.001 a 600.347         | GP                   |
| 6-2C      | TSS 200           | Aire 6v                                 | 1961 - 1963        | 600.001 a 600.347         | GP                   |
| 6-2D      | TSS 250           | Aire 6v                                 | 1961 - 1963        | 600.001 a 600.347         | GP                   |
| 6-11      | TSS 125           | Aigua 4v                                | 1961 - 1963        | 600.001 a 600.453         | GP                   |
| 6-12      | TSS 175           | Aigua 4v                                | 1961 - 1963        | 600.001 a 600.453         | GP                   |
| 6-13      | TSS 200           | Aigua 4v                                | 1961 - 1963        | 600.001 a 600.453         | GP                   |
| 6-14      | TSS 125           | Aigua 6v                                | 1961 - 1963        | 600.001 a 600.453         | GP                   |
| 6-15      | TSS 175           | Aigua 6v                                | 1961 - 1963        | 600.001 a 600.453         | GP                   |
| 6-16      | TSS 200           | Aigua 6v                                | 1961 - 1963        | 600.001 a 600.453         | GP                   |
| 6-17      | TSS 250           | Aigua 6v                                | 1961 - 1963        | 600.001 a 600.453         | GP                   |
| 7         | Mercurio 125      |                                         | Gener 1961         | 700.001 a 709.177         | Turisme              |
| 9         | Mercurio 155      |                                         | Gener 1963         | 900.001 a 921.899         | Turisme              |
| 8         | Metralla 62       | Nacional                                | 1962 - 1966        | 800.001 a 804.919         | Turisme              |
| 8-1       | Metralla 62       | USA                                     |                    | 804.920 a 805.137         | Turisme              |
| 12        | Saturno 200       |                                         | Octubre 1964       | 211.225 a 214.050         | Turisme              |
| 12        | Saturno 200       |                                         | 1966               | 214.051 a 214.300         | Turisme              |
| 13        | Mercurio 175      | USA                                     | Novembre 1965      | 13.000.01 a 13.013.28     | Turisme              |
| 13-N      | Mercurio 175      | Nacional                                | Novembre 1965      | 13.000.01 a 13.013.28     | Turisme              |
| 14        | TSS 125           | Aigua 6v                                | Abril 1965         |                           | GP                   |
| 15        | Mercurio 150      | Motor San Antonio 2                     |                    | Model no fabricat         | Turisme              |
| 20-1      | Junior 74         |                                         | Gener 1966         | 20.000.001 a 20.002.780   | Turisme              |
| 20        | Junior 74 GT      |                                         | Gener 1972         | 20.002.781 a 20.003.632   | Turisme              |
| 1T-20     | Junior 100        | Suecia                                  | -                  | -                         | Turisme              |
| 22        | Mercurio 155      | 147cc                                   | Febrer 1966 - 1972 | 22.000.001 a 22.015.515   | Turisme              |
| 22-1      | Mercurio 175      |                                         | 1972 - 1974        | -                         | Turisme              |
| 4T-22     | Mercurio 155      | 147cc                                   | -                  |                           | Turisme              |
| 5T-22     | Mercurio 155      | Irlanda                                 | -                  |                           | Turisme              |
| 23        | Metralla MK2      | Nacional (1r motor San Antonio 2)       | Abril 1966         | -                         | Turisme              |
| 23-A      | Metralla MK2      | USA (1r motor San Antonio 2)            | Abril 1966         | -                         | Turisme              |
| 7T-23     | Metralla MK2      | Australia (1r motor San Antonio 2)      | Abril 1966         | 23.000.001 a 23.05.508    | Turisme              |
| 1T-23     | El Tigre 250      | USA                                     | 1969               | -                         | Turisme / Trail      |
|           | 24H Montjuïc 360  | Prototipus no de sèrie                  | 1969               | -                         | Resistència          |
| 24        | TSS 250           | Aigua 6v                                | Març 1966          |                           | GP                   |
| 29        | TSS 350           | Aire 5v                                 | Febrer 1965        | 29.000.001 a 29.000.057   | GP                   |
| 34        | Senior 200        | 175cc                                   | Novembre 1966      | 34.000.001 a 34.001.824   | Turisme              |
| 35        | Mercurio 200      | USA                                     | Gener 1967         | 35.000.001 a 35.001.014   | Turisme              |
| 5T-35     | El Tigre 200      | USA                                     | 1966 - 1968        | -                         | Turisme              |
| 39        | Junior 125        |                                         | 1967               | 39.000.001 a 39.003.446   | Turisme              |
| 39-GT     | Junior 125 GT     |                                         | Gener 1968         |                           | Turisme              |
| 40        | TSS 125           | Aigua 6v                                | Març 1968          | 40.000.001                | GP                   |
| 41        | TSS 250           | Aigua 6v                                | Març 1968          | 40.000.001                | GP                   |
| 60        | 49                |                                         | 1970 - 1971        | 60.000.001 a 60.000.358   | Ciclomotor / Turisme |
| 60-1      | 49 GT             |                                         |                    | 60.000.358 a 60.001.758   | Ciclomotor / Turisme |
| 71        | Junior 150        |                                         | Octubre 1969       | 71.000.001 a 71.000.150   | Turisme              |
| 71-1      | Junior 150        | Portugal                                | Abril 1971         | 71.000.151 a 71.000.180   |                      |
| 72        | Gaviota           | Prototipus no de sèrie per a Inés Bultó | 1969               | 72.000.001                | Escúter              |
| 109       | Metralla MK3      |                                         |                    | Model no fabricat         | Turisme              |
| 130       | Junior GT2 74     |                                         | Juny 1974          | 130.000.001 a 130.001.205 | Turisme              |
| 131       | Junior GT2 125    |                                         | Juliol 1974        | 131.000.001 a 131.000.508 | Turisme              |
| 139       | Mercurio 155 GT   |                                         | Setembre 1974      | 139.000.001 a 139.001.051 | Turisme              |
| 141       | Montjuïc          | Prototipus no de sèrie                  | 1974               | 141.000.001               | Turisme              |
| 142       | Metralla GT 250   | Vermella                                | Abril 1975         | 142.000.001 a 142.000.500 | Turisme              |
| 154       | Metralla Talismán | Amb arrancada                           |                    | Model no fabricat         | Turisme              |
| 161       | Metralla GT 350   | Sense arrancada                         |                    | Model no fabricat         | Turisme              |
| 175       | Mercurio 175 GT   |                                         | Juliol 1976        | 175.000.001 a 175.002.450 | Turisme              |
| 1T-175    | Mercurio 175 GT   | Ayuntamiento                            | -                  | -                         | Turisme              |
| 176       | TSS MK2 50        |                                         | Gener 1976         | 176.000.001 a 176.000.007 | GP                   |
| 177       | TSS MK2 125       |                                         | 1977               |                           | GP                   |
| 178       | TSS MK2 250       |                                         | 1978               |                           | GP                   |
| 179       | Streaker 74       |                                         | Maig 1977          | 179.000.001 a 179.000.890 | Turisme              |
| 179A      | Streaker 74       | Blanca                                  | Maig 1979          | 179.000.891 a 179.001.890 | Turisme              |
| 203       | Metralla GTS      |                                         | Abril 1977         | 203.000.001 a 203.002.159 | Turisme              |
| 203-A     | Metralla GTS      |                                         | Abril 1979         | 203.002.160 a 203.002.677 | Turisme              |
| 204       | Streaker 125      |                                         | Maig 1977          | 204.000.001 a 204.000.750 | Turisme              |
| 204-A     | Streaker 125      |                                         | Maig 1979          | 204.000.751 a 204.001.040 | Turisme              |
| 205       | Streaker 80       | Prototipus no de sèrie                  |                    |                           | Turisme              |

## Resum per model
Tot seguit es llisten els diferents models produïts, ordenats alfabèticament, amb el total de versions fabricades de cadascun. La llista no inclou els prototipus.
| Nom      | Versions | Primera versió | Darrera versió | Imatge                    |
| -------- | -------- | -------------- | -------------- | ------------------------- |
| 49       | 2        | 1970           | 1970           |                           |
| 155      | 1        | 1960           | 1960           | Bultaco 155 (amb sidecar) |
| 200      | 1        | 1962           | 1962           | Bultaco 200               |
| El Tigre | 2        | 1966           | 1969           | Bultaco El Tigre          |
| Junior   | 9        | 1962           | 1974           | Bultaco Junior            |
| Mercurio | 12       | 1961           | 1976           | Bultaco Mercurio          |
| Metralla | 8        | 1962           | 1979           | Bultaco Metralla          |
| Saturno  | 2        | 1964           | 1966           | Bultaco Saturno           |
| Senior   | 1        | 1966           | 1966           | Bultaco Senior            |
| Streaker | 4        | 1977           | 1979           | Bultaco Streaker          |
| Tralla   | 2        | 1959           | 1963           | Bultaco Tralla            |
| TSS      | 22       | 1961           | 1968           | Bultaco TSS               |
| TSS Mk2  | 3        | 1976           | 1978           | Bultaco TSS Mk2           |